# (765) Mattiaca
(765) Mattiaca – planetoida z pasa głównego asteroid okrążająca Słońce w ciągu 4 lat i 24 dni w średniej odległości 2,55 au. Została odkryta 26 września 1913 roku w Landessternwarte Heidelberg-Königstuhl w Heidelbergu przez Franza Kaisera. Nazwa pochodzi od Aquae Mattiacae, łacińskiej nazwy miasta Wiesbaden, miejsca zamieszkania odkrywcy. Przed nadaniem nazwy planetoida nosiła oznaczenie tymczasowe (765) 1913 SV.